# Улица Жебрунова
У́лица Жебруно́ва (до 25 марта 1986 года — Втора́я Соко́льническая у́лица) — улица в Восточном административном округе города Москвы на территории района Сокольники.

## История
Первоначально улица называлась Втора́я Соко́льническая у́лица как одна из 12 улиц, образовавшихся в XIX веке при застройке Сокольнического поля. В ходе реконструкции часть улиц исчезла, и 25 марта 1986 года после упорядочения их нумерации улица получила современное название в память о революционере А. К. Жебрунове (1898—1917); название было перенесено с упразднённой в 1986 году улицы, получившей название в 1957 году.

## Расположение
Улица Жебрунова проходит от Русаковской улицы на юго-восток вдоль путей Митьковской соединительной ветви Рязанского направления Московской железной дороги до улицы Матросская Тишина, с северо-востока к ней примыкают 1-я, 3-я, 4-я и 5-я Сокольнические улицы. Нумерация домов начинается от Русаковской улицы.

## Примечательные здания и сооружения
По чётной стороне:
- д. 6 — Мельничный комбинат в Сокольниках.

## Транспорт

### Наземный транспорт
По улице Жебрунова не проходят маршруты наземного общественного транспорта. У северо-западного конца улицы, на Русаковской улице, расположена остановка «Маленковская улица» автобусных маршрутов № т14, т41, 40, 122, 783, трамвайных маршрутов № Б, 7, 13, 45, у юго-восточного — остановки «Улица Матросская Тишина» автобусного маршрута № 78 (на улице Матросская Тишина и на улице Гастелло), автобусного маршрута № т32 (на улице Гастелло).

### Метро
- Станция метро «Сокольники» Сокольнической линии и станция метро «Сокольники» Большой кольцевой линии (соединены переходом) — севернее улицы, на Сокольнической площади.

## Фотогалерея
- Сокольники, улица Жебрунова
- Сокольники, улица Жебрунова
- Сокольники, улица Жебрунова
- Сокольники, улица Жебрунова
- Сокольники, улица Жебрунова